# Света Ирина
Света Ирина је хришћанска мученица из 4. века. Име Ирена значи мир.
Рођена под именом Пенелопа у граду Магедону (римска провинција Памфилија). Била је ћерка паганског краља Ликинија. Њен учитељ Апелијан јој је често причао о хришћанству. Када је стасала за удају, одбијањем да се уда, разгневила је оца, и отац је хтео да је мучи, али она га је преобратила у хришћанство. Мучена је од стране остала четири цара. У хришћанској традицији после свих мука Ирина је дошла у град Месемврију, где ју је умртвио цар Саворије, али ју је Бог оживео. Цар се тада заједно са многим народом крстио када је видео то чудо. Верује се да је света Ирина својим страдањем у веру Христову привела преко сто хиљада незнабожаца. Најзад је сама легла у гроб и наредила Апелијану да гроб затвори. После четири дана, кад су гроб отворили њено тело није било у гробу.
Српска православна црква слави је 5. маја по црквеном, а 18. маја по грегоријанском календару.